# La Reina
La Reina (deformación de Larraín) es una comuna del sector nororiente de la metrópoli de Santiago, capital de Chile. Limita al norte y al este con Las Condes, al sur con Peñalolén y al oeste con Providencia y Ñuñoa.
La Reina es reconocida[¿quién?] por su baja densidad poblacional y abundante arborización. Además, la comuna, producto de su plano regulador, tiene pocas construcciones en altura, lo que le permite mantener su carácter netamente residencial.

## Historia

### Arqueología
El sitio Parque La Quintrala, ubicado en la Comuna de La Reina, presenta un sector de ocupación habitacional y otro de enterratorios que pertenecen a tiempos prehispánicos. Los estudios del material arqueológico del primer sector (cerámica incisa, decoración con hierro oligisto, decoraciones con pintura roja, tembetá, etc.) permiten asociarlo a lo que se ha definido como expresión de la tradición bato para el interior de la zona central, con fechas que van entre el 20 a. C. y 280 d. C. distribuidas en dos momentos ocupacionales principales y una posible ocupación posterior fechada en el 425 d. C. (+/–100 años), de menor relevancia.
Con respecto al área de entierros por el momento no se han establecido claramente sus características así como tampoco queda clara su relación contextual con el sector habitacional antes mencionado, sin embargo por la posición de la mayoría de los cuerpos, así como por la presencia de ofrendas cerámicas, pareciera semejarse a lo conocido para el complejo cultural Llolleo de la zona central de Chile.
El periodo inca en Chile está enmarcado entre los años 1470-1535 d. C. iniciado por la expansión territorial de Tupac Yupanqui, que se habría extendido más allá del valle del Aconcagua y en la comuna se han encontrado también cementerios incaicos pertenecientes al Tawantinsuyu además de un conjunto de santuarios de alturas hallados en territorio chileno y argentino con restos humanos momificados, ofrendas y construcciones arquitectónicas.

### Periodo colonialista
Cuando el conquistador español Pedro de Valdivia acampó en el valle del Mapocho, envió a algunos de sus soldados hacia los cuatro puntos cardinales, para reconocer el territorio. La zona que recorrieron abarcó desde un sector al norte del Mapocho hasta los llanos del río Maipo y, por el oriente, llegaron hasta los faldeos cordilleranos. A este último sector se le denominaba Ñuñohue (del mapudungún: Ñuñohue ‘lugar de ñuños’), que son unas flores amarillas de la familia de las iridáceas; luego con el paso de los años adquirió el nombre de "el pago de Ñuñoa".
En Ñuñoa existían varios poblados indígenas, entre los que destacan los de:
- Vitacura (ubicado en el caserío de Santiago de la Nueva Extremadura), al oriente del Santa Lucía, específicamente al norte del cerro San Luis.
- Apoquindo, cuyo lonco era Piconcahue; se extendía en el lugar donde está el Hospital DIPRECA en la avenida Vital Apoquindo en relación con vertientes termales que fueron usadas con posterioridad como Baños de Apoquindo.
- El de los Huaicoches en las riberas del río Mapocho en el actual Barnechea.
- El del lonco Huara Huara, bajo cuyo estaba el toqui Butacura, comandante del ejército. Su vicetoqui era Polobanda. Huara Huara y Polobanda tienen calles en su honor en la comuna de Las Condes. Butacura (mapudungún: buta kura, 'piedra grande' ) dio su nombre a la comuna de Vitacura.

Valdivia dividió las tierras en "chacras" (del quechua: chakra ‘granja’) .
En el sector de Tobalahue (del mapudungún: Thopalahue ‘Escalones de greda’), que corresponde a gran parte del territorio de la comuna, tuvieron propiedades en el siglo XVI destacados hombres de la época, como Jerónimo de Alderete, Juan Fernández de Alderete, Juan Gómez y Alfonso López de Larraigada, quienes dedicaron sus tierras a diversos cultivos, destacándose los viñedos y los árboles frutales en general.

### Bartolomé Flores
Bartolomé Blumen –cuyo apellido traducido del alemán es Flores-, fue uno de los soldados que llegó con Pedro de Valdivia y que compró parte de la chacra de Tobalaba a los Alderete. Estos terrenos pasaron a manos de su hija Águeda Flores, que los incrementó gracias a su matrimonio con Pedro Lísperguer, quien las había adquirido a los sucesores de Jerónimo de Alderete. Al fallecer Águeda, que en 1603 era la propietaria principal del sector, lo dejó en herencia a su nieto Nicolás Lisperguer, quien, a su vez, los cedió a su prima Catalina de los Ríos, más conocida como La Quintrala, personaje a quien la leyenda le da poderes de hechicera; se dice también que en sus dominios existían túneles que conectaban hacia el actual sector de Las Condes. Estas tierras abarcaban La Reina y parte de Ñuñoa, ya que al parecer, las casas patronales estaban en la zona de esta última denominada Siete Canchas.

### Origen etimológico

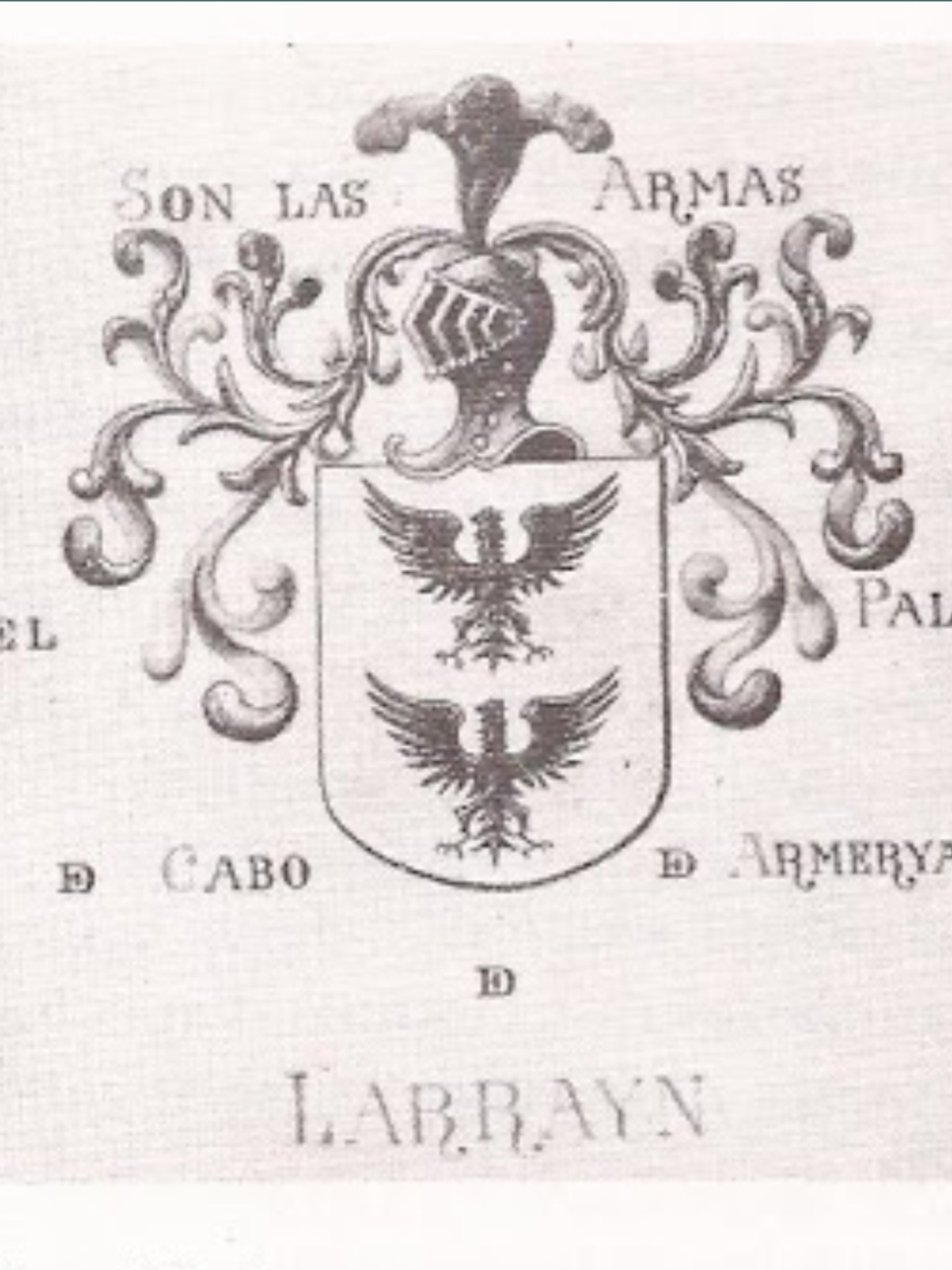
Escudo de armas de la Familia Larraín

Santiago de Larraín y Vicuña, magistrado y político de origen vasco, quien ejerció como gobernador y presidente de la Real Audiencia de Quito, recibió en 1723, de su hija, la religiosa María Josefa, el fundo que con el tiempo pasaría a denominarse La Reina y que correspondía parte de los territorios de la antigua chacra de Tobalaba.
La propiedad de estos terrenos, estuvo en manos de los Larraín por largos años, a través de los siglos XVIII y XIX. El apellido Larraín a veces era pronunciado como Lerrein, lo que explica tanto el nombre actual de la comuna, como el de una de sus más importantes avenidas.
El geógrafo chileno, Luis Risopatrón lo describe como un ‘fundo’ en su libro Diccionario Jeográfico de Chile en el año 1924: : 759 

Reina (Fundo La) 33° 27' 70° 33'. Con 630 hectáreas de terreno regado, 34 ha de viñedos i 470 ha de bosques, se encuentra a unos 13 kilómetros hácia el E de la estación de Ñuñoa, del ferrocarril a Puente Alto. 63, p. 253; i 156.

### Historia legal
Hasta 1891, su territorio estaba bajo la jurisdicción de la Municipalidad de Santiago, pero el 22 de diciembre de ese año, con el Decreto de Creación de Municipalidades promulgado bajo la presidencia de Jorge Montt, pasó a formar parte de la Municipalidad de Ñuñoa, en el Departamento de Santiago.
El 23 de febrero de 1963, bajo la presidencia de Jorge Alessandri Rodríguez, se promulga la Ley 15 169 que crea la comuna-subdelegación de La Reina, la que comenzó su vida legal el 1 de julio de ese año. El 4 de noviembre de 1966 la comuna se convirtió en la primera del país en poseer una Empresa Municipal de Transportes, al inaugurar un servicio de 14 buses de color rojo y blanco que realizaban un recorrido desde la Plaza Chile Perú hasta la Estación Mapocho.
El 21 de marzo de 1988 fue adoptado el escudo de armas oficial de la comuna, que contiene dos águilas en un campo de plata, que corresponden al escudo de armas de la familia Larraín, antiguos propietarios del fundo donde se emplaza la comuna. Antes de 1988 el emblema utilizado por la municipalidad correspondía a un círculo que contenía las palabras "I. Municipalidad" en su parte superior y "La Reina" en su parte inferior, presentando en el centro las letras L y R con una corona sobre ellas.

## Medio ambiente

### Geomorfología y componentes abióticos

Trazado simplificado de los ecosistemas y cuerpos de agua presentes en la comuna de La Reina.

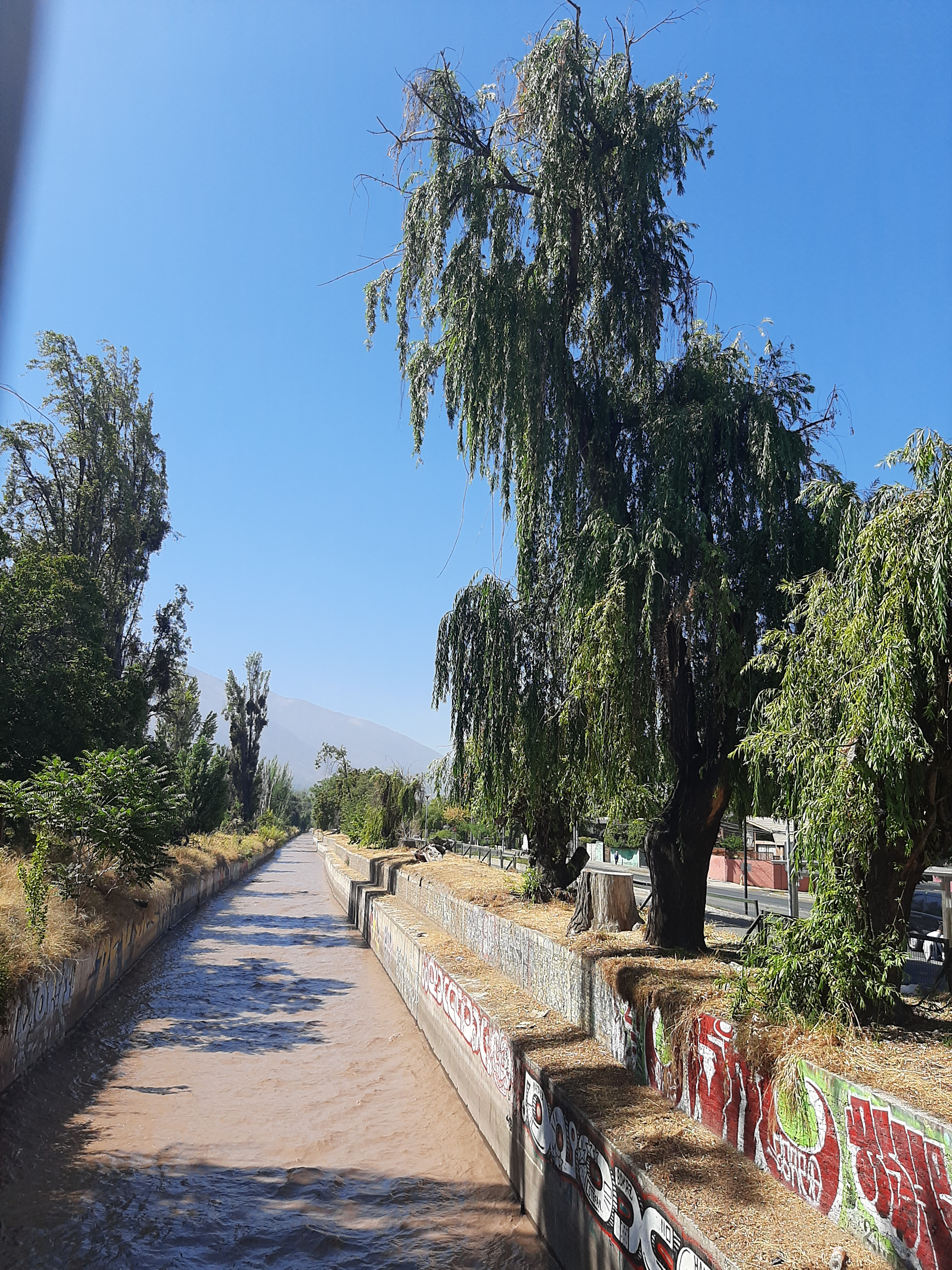
Canal San Carlos a la altura de Larraín con Tobalaba

La comuna de La Reina se encuentra emplazada en las unidades geomorfológicas de Cordillera andina de retención crionival y Cuenca de Santiago. Al ubicarse a los pies de la precordillera de Los Andes o sierra de Ramón, La Reina presenta un relieve con elevadas pendientes en el oriente, producidas por la falla de Ramón, las que se moderan a medida que se avanza hacia el poniente de la comuna. Esta situación, en conjunto con el hecho de acoger diversos cursos de agua, ya sean estos canales o vertientes naturales, expone a algunos sectores de esta comuna a desbordes e incluso ocasionales aluviones, como los ocurridos en 1993 en el canal San Ramón.
La comuna presenta según la clasificación climática de Köppen clima mediterráneo de lluvia invernal (Csb), clima mediterráneo de lluvia invernal de altura (Csb (h)) y clima semiárido de lluvia invernal (BSk (s)). Esta además se halla en la cuenca hidrográfica de río Maipo. Además, la comuna posee diversos cuerpos de agua, entre los que se destacan la laguna Parque Padre Hurtado.

### Componentes bióticos
Dentro del territorio de la comuna se pueden hallar los siguientes ecosistemas:
- Bosque esclerófilo mediterráneo andino donde predominan Kageneckia angustifolia y Guindilia trinervis (Vulnerable)
- Bosque esclerófilo mediterráneo andino donde predominan Quillaja saponaria y Lithrea caustica (Vulnerable)
- Bosque espinoso mediterráneo andino donde predominan Acacia caven y Baccharis paniculata (Vulnerable)

### Medidas de protección ambiental y conflictos socioambientales
Hasta 2022, la comuna de La Reina cuenta con las siguientes zonas que poseen algún nivel de protección ambiental:
- Contrafuerte Cordillerano (Sitios ERB)[27]
- Parque Natural Aguas de Ramón (Iniciativa de Conservación Privada)[28]

Gracias a su cercanía a la precordillera, baja densidad poblacional y elevada arborización, la comuna es una de las más descontaminadas y apacibles de la capital. Una situación que ha ido deteriorándose progresivamente, debido a modificaciones a su plan regulador que planeaban la instauración de corredores comerciales en las principales vías comunales, y más recientemente, a causa de la llegada de grandes malls construidos plaza Egaña y avenida Príncipe de Gales con Valenzuela Llanos, en el terreno ocupado por la desaparecida discoteca Las Brujas, con la consiguiente tala de árboles y aumento en el tráfico vehicular.
Por otra parte, gracias a su situación, por el oriente de la comuna se encuentra el parque Mahuida y un tramo del Sendero de Chile, proyecto que permitirá unir a través de una misma ruta el altiplano chileno con la región de Aysén; su carácter de sendero lo hace apto para ser recorrido en bicicleta.

#### Áreas verdes

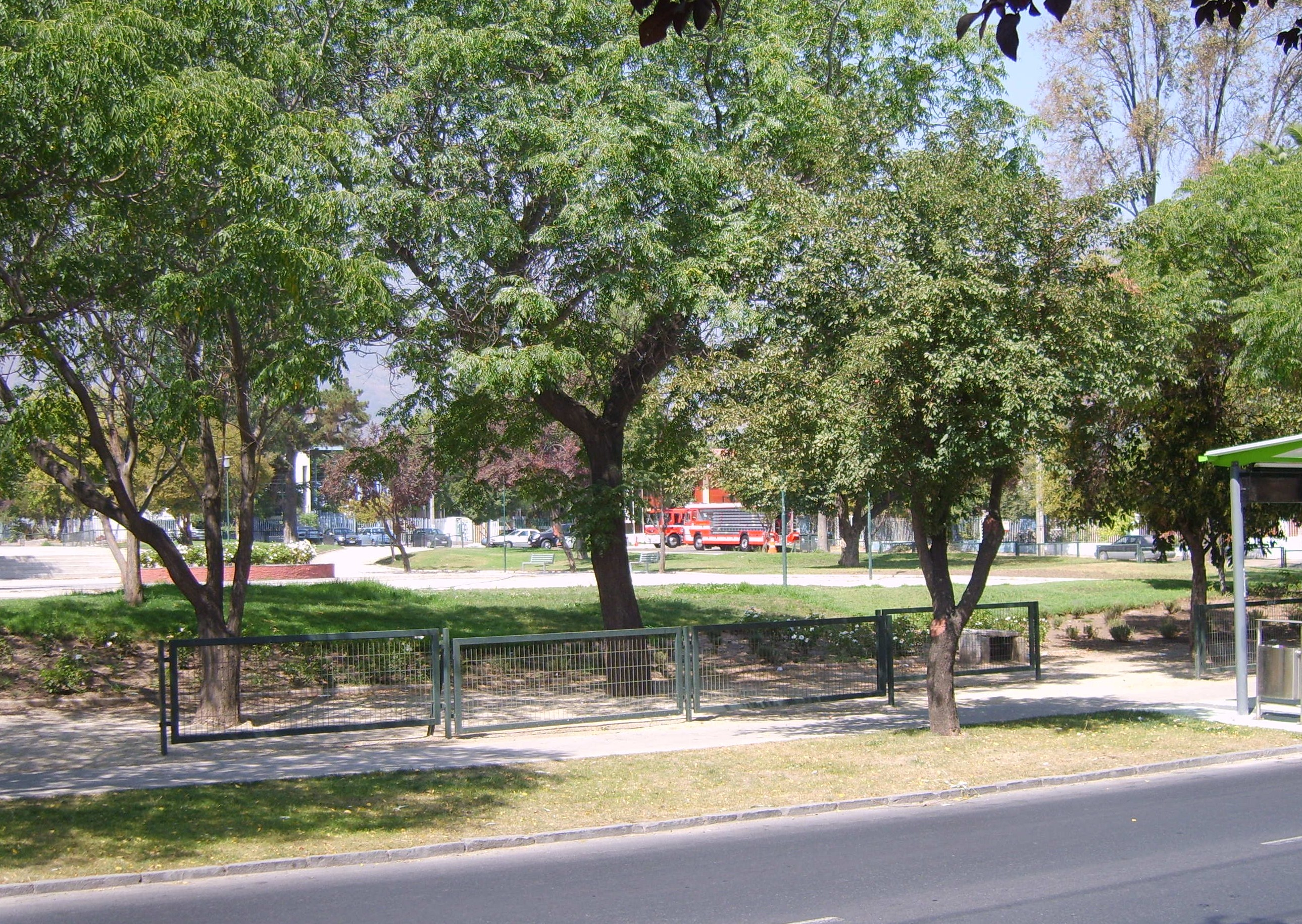
Vista de la parte oriental de la plaza Ossandón, en el barrio homónimo; es la principal de la comuna.

La comuna cuenta con parques y plazas, como el Parque Mahuida y el Parque Padre Hurtado, junto con el Parque Alcalde Ricardo Conteras Bueras, el Parque Quinchamalí, el Parque Andacollo, el Parque Quillagua, el Parque Tobalaba, el Parque Sánchez Fontecilla y el Parque natural Aguas de Ramón.
Además, la comuna cuenta con plazas como la Plaza Bombero Soto, la Plaza Carol Urzúa, la Plaza La Reina, la Plaza Ossandón y la Plaza Gabriela Mistral. Otras plazas que sirven como puntos de encuentro y recreación incluyen la Plaza Chile Perú, la Plaza Alcalde Chadwick, la Plaza Santiago Bueras, la Plaza Aviador Sánchez Beza, la Plaza Jorge Alessandri, la Plaza Fernando Castillo Velasco, la Plaza David González Fuentes y la Plaza Cardenal Samoré. Estos lugares son importantes para la vida comunitaria, ofreciendo espacios para actividades culturales, recreativas y de ocio.

## Demografía
Su población es heterogénea, compuesta mayoritariamente por grupos socioeconómicos medios-altos. En ciertas zonas de la comuna, principalmente colindantes con Peñalolén, se encuentran sectores medios-bajos y bajos, como en el sector de Villa La Reina

### Barrios
- Barrio Francisco de Villagra
- Barrio Blest Gana
- Barrio Lynch
- Barrio Palmas De Mallorca
- Barrio Príncipe de Gales
- Barrio Onofre Jarpa
- Barrio Troncos Viejos
- Barrio Las Arañas
- Barrio Pepe Vila
- Barrio Plaza Egaña
- Antigua Población Tobalaba
- Barrio La Quintrala
- Barrio Plaza La Reina
- Barrio La Reina Alta
- Barrio Ossandón
  - Barrio Ossandón Norte
  - Barrio Ossandón Centro
  - Barrio Ossandón Sur
- Barrio Industrial La Reina
- Barrio Axel Munthe
- Villa La Reina
- Villa Municipal
- Villa Peña Rey
- Villa Militar Cordillera

## Administración

### Municipalidad

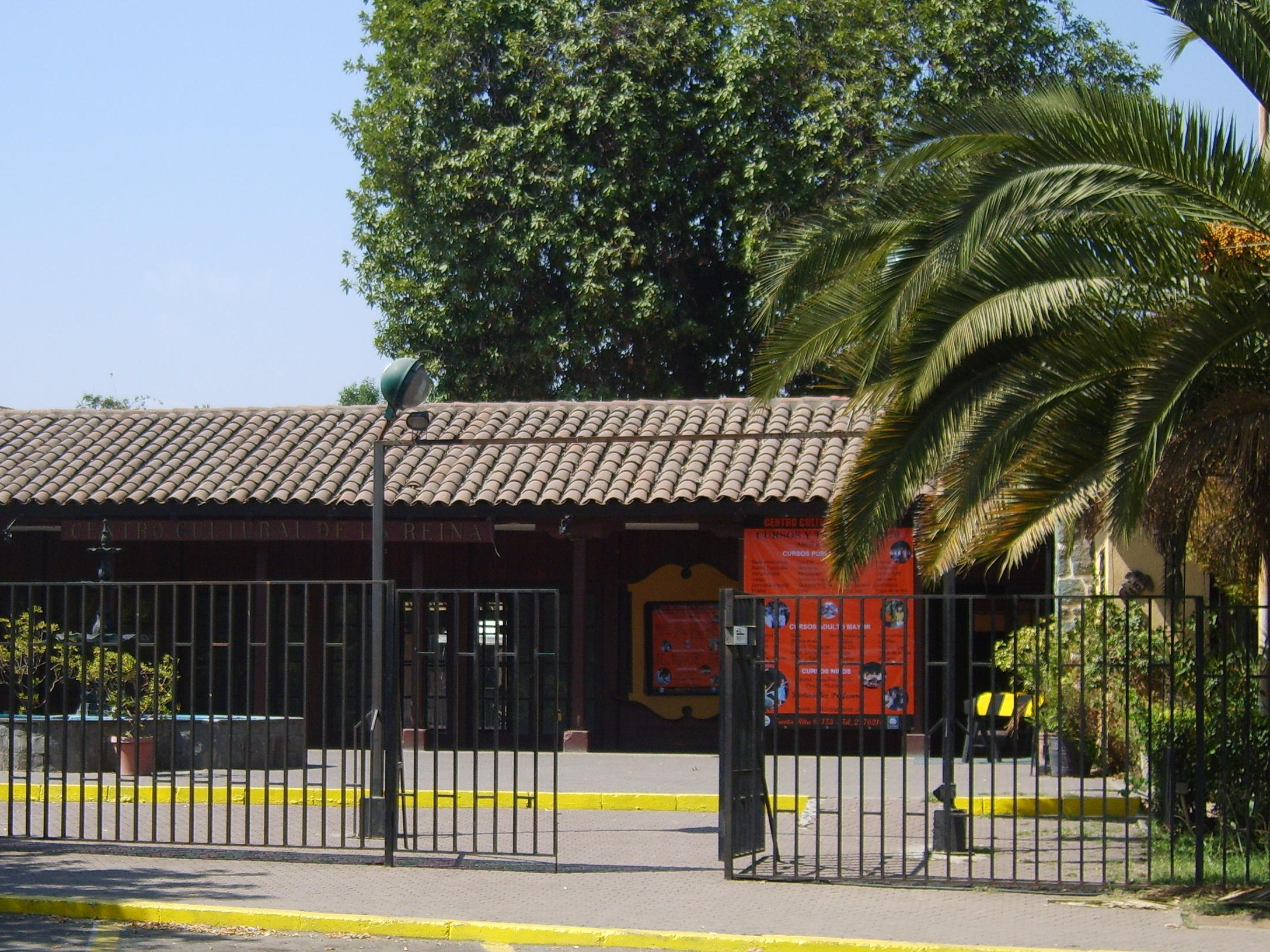
Centro cultural de La Reina.

La Municipalidad de La Reina la dirige desde 2021 el alcalde José Manuel Palacios (UDI). Para el período 2024-2028, es asesorado por los concejales:
- Manuel José Covarrubias Cerda (UDI)
- Ursus Trotter Lecaros (UDI)
- Luis Acevedo Sánchez (Ind./UDI)
- Rodolfo del Real Mihovilovic (RN)
- Cristián del Canto Quiroga (PS)
- Fernando Encina Waissbluth (FA)
- Mauricio Martin Hartwig (REP)
- Lisette Gautier García (REP)

### Representación parlamentaria
La Reina pertenece al distrito electoral n.º 11 junto con las comunas de Lo Barnechea, Vitacura, Las Condes y Peñalolén y a la VII circunscripción senatorial (región Metropolitana de Santiago).
En la Cámara de Diputados la representan (período 2022-2026):
- Catalina Del Real Mihovilovic (RN).
- Guillermo Ramírez Diez (UDI).
- Francisco Undurraga Gazitúa (EVOPOLI).
- Tomás Hirsch Goldschmidt (AH).
- Cristián Araya Lerdo de Tejada (PREP).
- Gonzalo De la Carrera Correa (IND).

En el Senado la representan Fabiola Campillai (IND), Manuel José Ossandón de RN,  Luciano Cruz-Coke de EVOPOLI, Rojo Edwards (IND) y Claudia Pascual del PC en el periodo 2022-2030.

## Economía
En 2018, la cantidad de empresas registradas en La Reina fue de 5319. El Índice de Complejidad Económica (ECI) en el mismo año fue de 2,31, mientras que las actividades económicas con mayor índice de Ventaja Comparativa Revelada (RCA) fueron Corte, Tallado y Acabado de la Piedra (142,09), Servicios de Otros Profesionales Independientes en el Área Veterinaria (85,04) y Sistemas de Juegos de Azar Masivos (39,41).

## Servicios públicos

### Educación
Colegios particulares
- Andree English School
- The British Royal School
- Colegio De La Salle
- Colegio Larraín
- Colegio Etievan
- Colegio La Abadía
- Colegio Nuestra Señora del Camino
- Colegio Prismas
- Saint John's Villa Academy
- Colegio Santiago Evangelista
- The Grange School
- Colegio Santo Domingo Padres Dominicos
- Colegio Terra Nova
- Colegio Carmen Teresiano
- Colegio Teresiano Enrique de Ossó
- Colegio Wolfgang Amadeus Mozart
- Colegio Barrie Montessori
- Colegio Madrigal
- Colegio Real
- Colegio Epullay Montessori
- Colegio San Leonardo Murialdo

Colegios subvencionados
- Colegio Santa Catalina Laboure
- Colegio Infantes
- Colegio Sagrado Corazón de Jesús
- Colegio Santa María Reina
- Colegio Coronel Eleuterio Ramírez Molina
- Colegio Antinil
- Colegio José Arrieta

Colegios municipales
- Colegio Confederación Suiza
- Liceo Eugenio María de Hostos
- Colegio San Constantino (ex Escuela República de Chipre)
- Escuela Palestina
- Colegio Yangtsé
- Complejo Educacional La Reina (Sección Básica)
- Complejo Educacional La Reina (Sección Media)
- Escuela Especial de Desarrollo

## Transporte

### Arterias viales

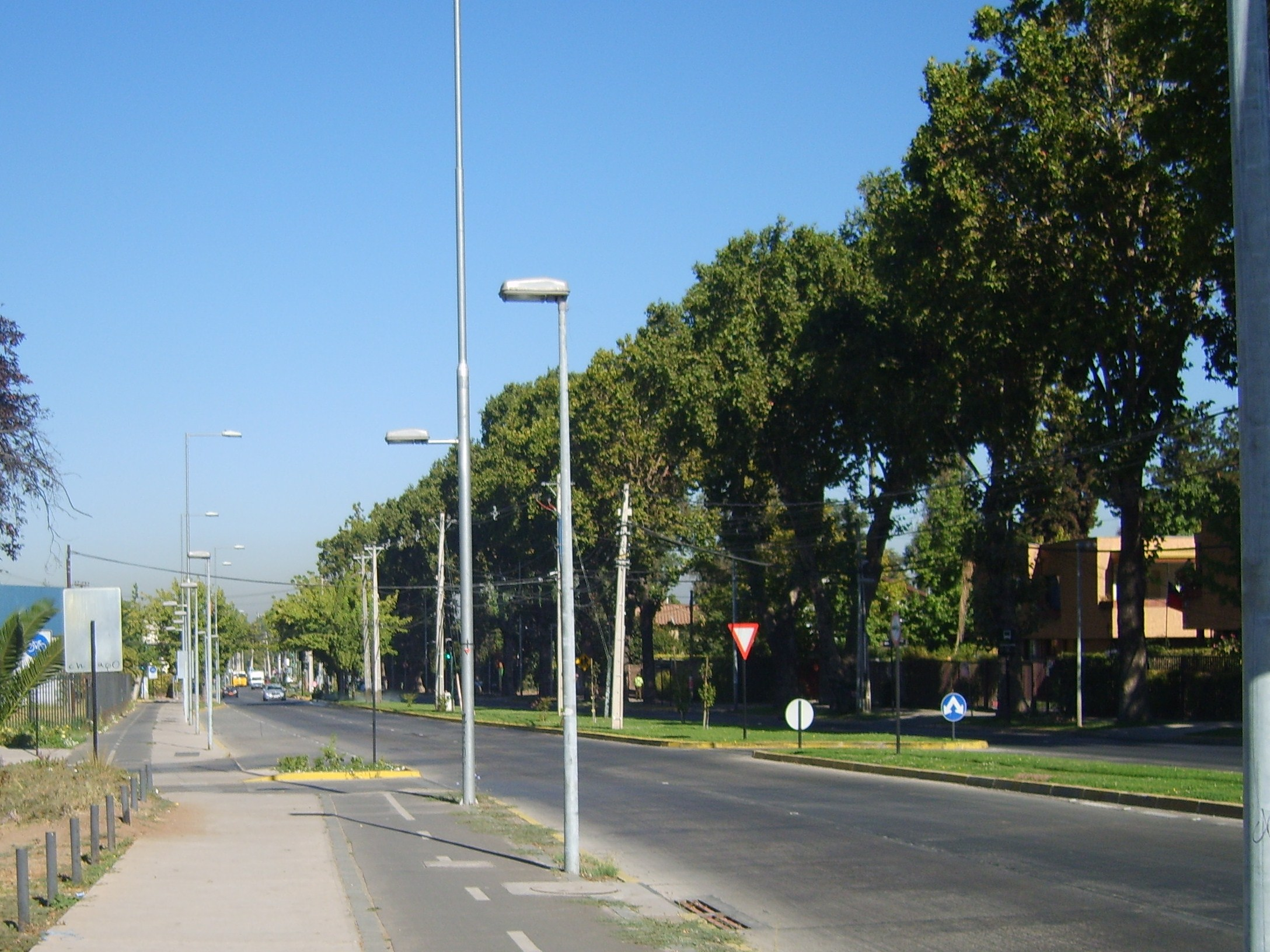
Avenida Alcalde Fernando Castillo Velasco a la altura del 8000, principal arteria vial de la comuna.

La principal arteria de la comuna corresponde a la avenida Larraín, que recorre la totalidad de la comuna, de oriente a poniente y viceversa. Importantes avenidas intercomunales pasan por La Reina: Tobalaba, Ossa, Príncipe de Gales y Bilbao.
El trazando que recorre la autopista Vespucio Oriente ha generado polémica en la comuna.

### Sistema Red

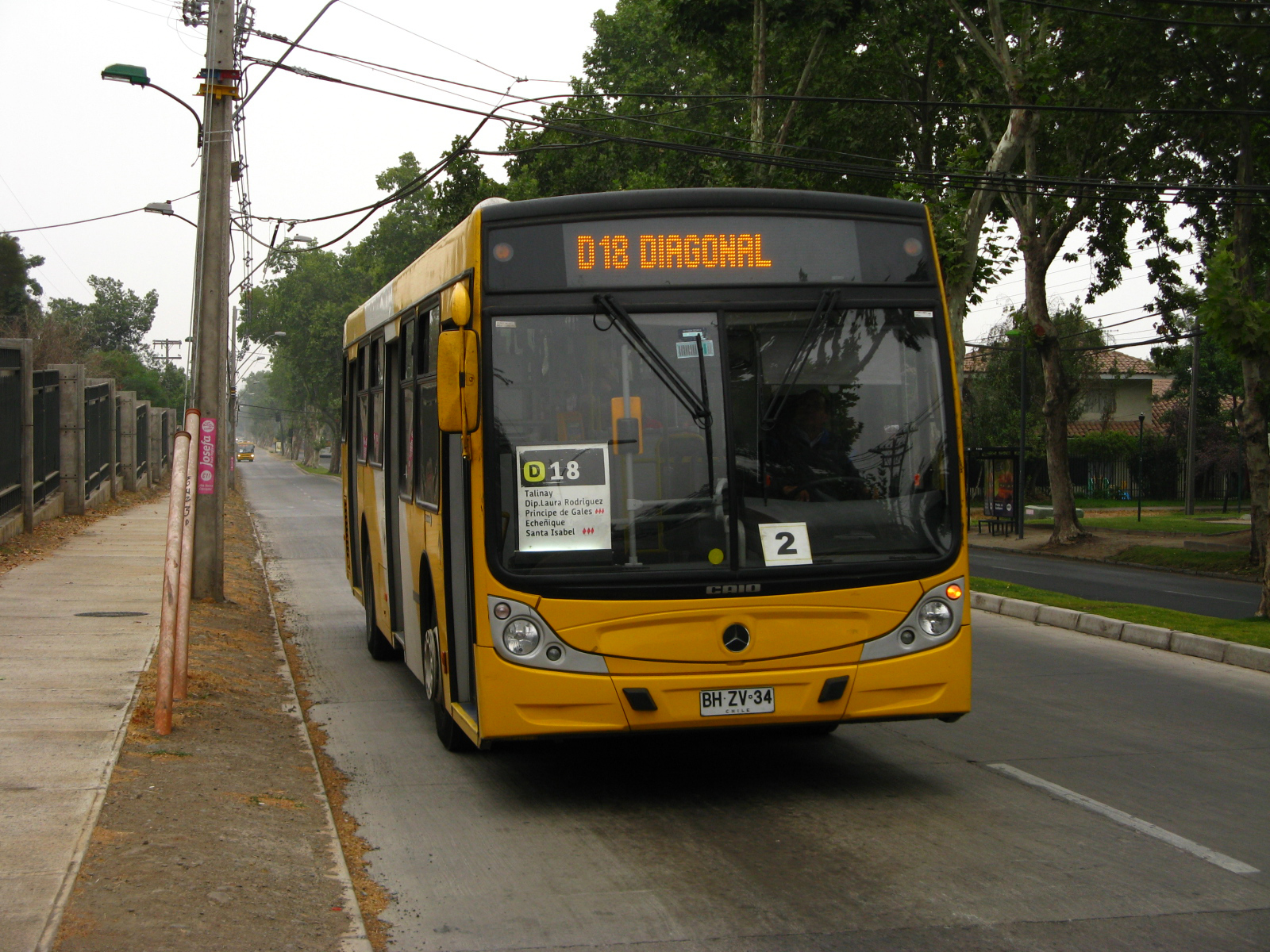
Recorrido D18, Diagonal Las Torres - Bustamante, en la comuna de La Reina.

La Reina es una de las 34 comunas que están dentro del sistema Red Metropolitana de Movilidad; pertenecía la Zona D, junto con las comunas de Macul, Ñuñoa y Peñalolén.
El transporte urbano —microbuses, taxis básicos y colectivos— es, en general, poco eficiente al interior de la comuna, debido a sus escasas vías con capacidad suficiente para acogerlo. En relación con la electromovilidad, en 2019 el municipio reemplazó sus tres buses municipales por autobuses eléctricos, que son utilizados para transportar gratuitamente a los residentes de la comuna de la tercera edad y a estudiantes de la educación pública.

### Metro
En la comuna existen cuatro estaciones de la línea 4 , en el borde occidental de la comuna, y dos de la línea 3  que circula por la Avenida Larraín.
- : Plaza Egaña • Fernando Castillo Velasco
- : Francisco Bilbao • Príncipe de Gales • Simón Bolívar • Plaza Egaña

### Aeródromo

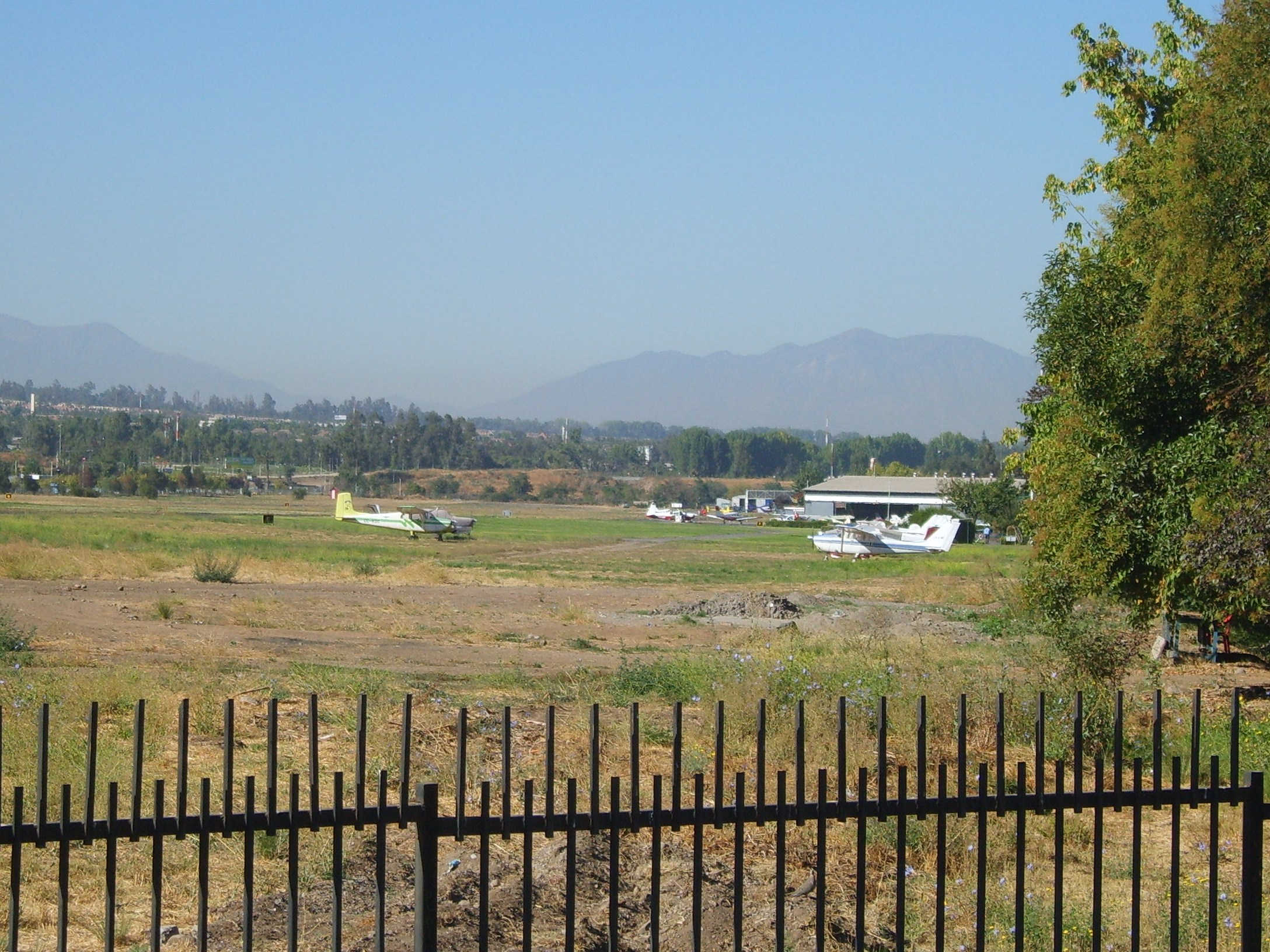
Vista de la pista del Aeródromo Eulogio Sánchez, desde avenida Alcalde Fernando Castillo Velasco.

La existencia del Aeródromo Eulogio Sánchez (más conocido como Aeródromo de Tobalaba), que alberga a clubes y empresas privadas de aviación, permite realizar viajes programados hacia otros puntos del país.

### Ciclovías
La municipalidad implementa un plan maestro de ciclovías, algunas de las cuales son:
- Ciclovía Larraín
- Ciclovía Las Perdices
- Ciclovía Príncipe de Gales
- Ciclovía Padre Hurtado

## Deportes
La comuna posee en su territorio un Club de Golf, el Prince Of Wales Country Club. Gracias a él, en la década de los años 60, se construyeron amplias, cómodas y elegantes casas a sus alrededores, destinadas a la clase media y media-alta. 